# Почесні громадяни Харкова

Нагрудний знак «Почесний громадянин міста Харкова»

Почесний громадянин міста Харкова — звання, що присвоюється щорічно рішенням сесії Харківської міської ради громадянам України й інших держав лише раз, які своєю професійною та громадською діяльністю зробили видатний внесок у розвиток Харкова та сприяли піднесенню його міжнародного статусу.
Особам, яким присвоюється звання «Почесний громадянин міста Харкова», вручається відповідне Посвідчення, Диплом, нагрудний знак, його мініатюру. Церемонія вручення відзнак міським головою відбувається щорічно, як правило, на святкування Дня міста Харкова. Почесним громадянам із 1 січня наступного після відзначення року надається міська стипендія у розмірі п'яти мінімальних заробітних плат щомісячно, поховання з шаною за бюджетний кошт, а після смерті особи стипендія пожиттєво виплачюється водві(вдовцю) особи. Також особа має право позачегрово зустрічатися з мером, бути присутньою на сесіях міськради та брати участь в її роботі.

## Книга Почесних громадян міста Харкова
«Книга Почесних громадян міста Харкова» зберігається у Харківській міській раді довічно.

## Почесні громадяни міста Харкова

### 2024 рік[2]
- Баргилевич Анатолій Владиславович
- Крипак Максим Сергійович
- Маліновський Андрій Володимирович
- Мамалуй Олександр Олексійович
- Онацький Віталій Іванович
- Півненко Олександр Сергійович
- Романов Георгій Владиславович
- Серпухов Олександр Васильович

### 2023 рік[3]
- Бережний Андрій Олександрович
- Кривошея Рустам Володимирович
- Лебідь Юрій Анатолійович
- Сирський Олександр Станіславович
- Соколовський Сергій Анатолійович
- Танцюра Ігор Іванович
- Філіппов Сергій Анатолійович
- Черкашин Олег Степанович

### 2022 рік[4]
- Волобуєв Олександр Васильович
- Гузченко Сергій Вікторович
- Мікац Олег Михайлович
- Садковий Володимир Петрович
- Шмуклер Валерій Самуїлович

### 2021 рік[5]
- Бобейко Алла Євгенівна
- Голік Валентин Іванович
- Кернес Геннадій Адольфович
- Комаровський Євген Олегович
- Мамедов Катіб Сафар-огли
- Настаченко Олексій Олексійович
- Середа Олексій Порфирович
- Фадєєв Валерій Андрійович

### 2020 рік[6]
- Зуб Олександра Михайлівна
- Ковтун Віктор Іванович
- Світоліна Еліна Михайлівна
- Ярославський Олександр Владиленович

### 2019 рік[7]
- Гвоздик Олександр Сергійович
- Караченцев Юрій Іванович
- Овчаренко Микола Миколайович
- Тесленко Сергій Анатолійович
- Черевко Олександр Іванович

### 2018 рік[8]
- Велигоцький Микола Миколайович
- Горбунова-Рубан Світлана Олександрівна
- Прищепа Іван Кузьмич

### 2017 рік[9]
- Алтухов Валерій Миколайович
- Веракса Максим Олександрович
- Малицький Ігор Федорович[10]
- Мисик Володимир Юрійович

### 2016 рік[11][12]
- Вировець Ігор Іванович
- Куделко Сергій Михайлович
- Лупальцов Володимир Іванович
- Шердіц Костянтин Костянтинович
- Шифрін Яків Соломонович

### 2015 рік[13]
- Водовозов Наум Петрович
- Волошин Петро Власович
- Дуденко Світлана Іванівна
- Колесникова Зоя Харитонівна
- Ложкін Борис Євгенович
- Мацевітий Юрій Михайлович
- Радченко Володимир Олександрович
- Соловйов Микола Миколайович

### 2014 рік[14]
- Бойко Валерій Володимирович
- Духовський Олександр Еріковіч
- Золотарьов Володимир Михайлович
- Рідний Олександр Миколайович
- Фукс Павло Якович
- Чемеровський Юхим Аронович
- Чернов Сергій Іванович

- Шишкин Олександр Геннадійович (6-26 серпня 2014, остаточно позбавлений рішенням Касаційного адміністративного суду Верховного Суду України у лютому 2019 року)[15][16][17][18][19][20]

### 2013 рік[21]
- Братчун Григорій Олександрович
- Вахно Микола Іванович
- Добкін Михайло Маркович
- Карпєєв Михайло Полікарпович
- Кирик Сергій Васильович
- Полторак Степан Тимофійович
- Пуртов Федір Петрович
- Суботін Віктор Георгійович
- Фельдман Олександр Борисович

### 2012 рік[22]
- Бондаренко Михайло Федорович
- Вєркіна Тетяна Борисівна
- Каркач Павло Михайлович
- Коваленко Алла Арестівна
- Лісовий Володимир Миколайович
- Маркевич Мирон Богданович
- Масленніков Павло Андрійович
- Неклюдов Іван Матвійович
- Пономаренко Володимир Степанович
- Туренко Анатолій Миколайович

### 2011 рік[23]
- Астахова Валентина Іларіонівна
- Златкін Юрій Михайлович
- Кривцов Володимир Станіславович
- Крячко Дмитро Опанасович
- Пивоваров В'ячеслав В'ячеславович
- Товажнянський Леонід Леонідович
- Фатєєва Наталія Миколаївна
- Фокін Володимир Петрович
- Черних Валентин Петрович
- Шумілкин Володимир Андрійович

### 2010 рік[24]
- Бабаєв Володимир Миколайович
- Бугаєць Анатолій Олександрович
- Гусаров Сергій Миколайович
- Калабухін Анатолій Васильович
- Остапчук Віктор Миколайович
- Подшивалов Володимир Іванович
- Семиноженко Володимир Петрович
- Таукешева Тетяна Дмитрівна
- Шрамко Юрій Меркурійович
- Юдін Олександр Іванович

### 2009 рік[25][26][27]
- Бакіров Віль Савбанович
- Гельфгат Ілля Маркович
- Кривцов Олександр Станіславович
- Овечкін Анатолій Петрович
- Прокопенко Іван Федорович
- Соколовський Степан Миколайович

### 2008 рік[28][29]
- Александровська Алла Олександрівна
- Онуфрій (Легкий) — архієпископ Ізюмський, вікарій Харківської єпархії Української православної церкви (МП)
- Жданов Олександр Андрійович
- Кроленко Юрій Якович
- Палкін В'ячеслав Сергійович

### 2007 рік[30]
- Борисюк Михайло Дем'янович
- Гречаніна Олена Яківна
- Пилипчук Михайло Дмитрович
- Харченко Олександр Михайлович
- Шутенко Леонід Миколайович

### 2006 рік[31]
- Барсегян Олександр Сергійович
- Дьомін Олег Олексійович
- Залюбовський Ілля Іванович
- Кушнарьов Євген Петрович

### 2005 рік[32]
- Клочкова Яна Олександрівна
- Питіков Іван Никифорович
- Шрамко Борис Андрійович

### 2004 рік[33]
- Бершов Сергій Ігорович
- Кірпа Георгій Миколайович
- Крайнєв Володимир Всеволодович
- Тацій Василь Якович
- Шпейєр Олександр Пантелійович

### 2003 рік[34]
- Бандурка Олександр Маркович
- Остащенко Сергій Михайлович
- Тарабаринов Леонід Семенович

### 2002 рік
- Коливанова Світлана Іванівна
- Слонім Петро Львович
- Тронько Петро Тимофійович

### 2001 рік
- Мірошніченко Євгенія Семенівна
- Погорєлов Олексій Васильович
- Шалімов Олександр Олексійович

### 2000 рік
- Гуровий Юрій Андрійович
- Ісаєв Леонід Олексійович
- Реусов Володимир Олексійович
- Сташис Володимир Володимирович

### 1999 рік
- Андрєйко Микола Матвійович
- Бездітко Андрій Павлович
- Біблик Валентин Васильович
- Біблик Валентин Васильович
- Гурченко Людмила Марківна
- Конарєв Микола Семенович
- Мала Любов Трохимівна
- Никодим (Руснак) — митрополит Харківський і Богодухівський УПЦ (МП)
- Поярков Юрій Михайлович
- Сергєєв Володимир Григорович
- Трусов Костянтин Ананійович

## Історія звання
У 1998 р. за ініціативи міського голови М. Пилипчука (який 2007 р. також став Почесним громадянином) звання було відновлено — існувало з 1837 до 1914 рр. і присвоювалося за рішенням Харківської міської думи і звисочайшего повеління імператора.
1 квітня 2009 року на зборах Почесних громадян м. Харкова було створено Раду Почесних громадян міста Харкова — громадський дорадчий орган при Харківському міському голові. Її очолив Почесний громадянин міста Михайло Пилипчук.
Почесні громадяни вперше з'явилися в Харкові в 30-их рр. XIX ст., негайно ж після встановлення в Російській імперії царським маніфестом 1832 р. Створення за Миколи І нового міського стану — почесного громадянства, що мало метою заохочити «людей середнього роду» у їхніх торгово-промислових заняттях і створити, так би мовити, велику буржуазію.
Спочатку почесне громадянство складалося майже винятково з купецтва, що ретельно прагнуло до набуття цього звання. Для того, щоб стати почесним громадянином, закон вимагав від купця, що б він 10 років без перерви вибирав гільдійське свідчення по І гільдії чи двадцять — по ІІ. Харківські купці охоче переходили з ІІ гільдії в І і намагалися щосили скоротити термін одержання звання почесного громадянина. Спонукувало їх до цього бажання забезпечення собі та нащадкам стійкішого правового становища.
До 1855 р. почесних громадян було не багато і представляли вони собою клас найбагатший і найвпливовіший у місті. Хоча на це звання мали право з 1844 р. претендувати нижчі розряди канцелярських чиновників, вихованці деяких навчальних закладів, особи нижчих станів, що одержали університетський диплом, проте, у Харкові почесне громадянство складалося майже винятково з купців. З реформами Олександрівського часу почесне громадянство могли одержати сини дрібних чиновників, поповичі та паламарські діти тощо.
Серед удостоєних звання були:
- Олександр Бурнашов — дійсний статський радник, голова Харківського окружного суду, член опікунської ради Харківського товариства опіки над бездоглядними малолітніми сиротами;
- Євген Богданович — голова Харківського товариства взаємного страхування майна;
- Владислав Франковський — доктор медицини, відомий громадський діяч;
- Олександр Петров — Харківський губернатор (1886-1895);
- Леонард Гіршман — професор Харківського університету.

|      | Стадкові почесні громадяни | Стадкові почесні громадяни | Особисті почесні громадяни | Особисті почесні громадяни | Разом | Разом |
| Роки | Чол.                       | Жін.                       | Чол.                       | Жін.                       | Чол.  | Жін.  |
| ---- | -------------------------- | -------------------------- | -------------------------- | -------------------------- | ----- | ----- |
| 1837 | 2                          | 2                          | -                          | -                          | 2     | 2     |
| 1840 | 2                          | 2                          | -                          | -                          | 2     | 2     |
| 1842 | -                          | -                          | -                          | -                          | 0     | 0     |
| 1844 | -                          | -                          | -                          | -                          | 0     | 0     |
| 1846 | -                          | -                          | -                          | -                          | 0     | 0     |
| 1849 | -                          | -                          | -                          | -                          | 0     | 0     |
| 1856 | -                          | -                          | -                          | -                          | 0     | 0     |
| 1862 | 77                         | 89                         | 31                         | 32                         | 108   | 121   |
| 1864 | 89                         | 111                        | 52                         | 55                         | 141   | 166   |
| 1866 | 254                        | 230                        | 144                        | 130                        | 398   | 360   |
| 1877 | 115                        | 135                        | 125                        | 200                        | 240   | 335   |
| 1880 | 321                        | 390                        | 536                        | 495                        | 857   | 885   |
| 1881 | 688                        | 713                        | 767                        | 722                        | 1455  | 1435  |
| 1882 | 815                        | 887                        | 925                        | 1073                       | 1740  | 1960  |
| 1887 | 1195                       | 1089                       | 1278                       | 1515                       | 2473  | 2604  |
| 1888 | 1243                       | 1111                       | 1285                       | 1524                       | 2528  | 2635  |
| 1889 | 1324                       | 1200                       | 1415                       | 1681                       | 2739  | 2881  |
| 1892 | 1750                       | 1450                       | 1740                       | 1720                       | 3490  | 3170  |
| 1897 | -                          | -                          | -                          | -                          | 0     | 0     |
| 1898 | 1400                       | 1300                       | 1100                       | 1320                       | 2500  | 2620  |
| 1899 | 1853                       | 1875                       | 2062                       | 1984                       | 3915  | 3859  |
| 1900 | 1861                       | 1889                       | 2071                       | 1903                       | 3932  | 3792  |
| 1901 | 1891                       | 1797                       | 2091                       | 1943                       | 3982  | 3740  |
| 1904 | 1872                       | 1799                       | 2452                       | 1987                       | 4324  | 3786  |

## Цікаві факти
- Протягом всього 2001 року всі на той момент 16 почесних громадян міста були звільнені від сплати прибуткового податку з сум іменних стипендій.[36]